# Harold Hassall
Harold William Hassall (født 4. marts 1929, død 30. januar 2015) var en engelsk fodboldspiller (angriber) og senere -træner.
Hassall spillede på klubplan for henholdsvis Bolton Wanderers i sin fødeby samt for Huddersfield Town. Han måtte stoppe karrieren allerede i 1955 som følge af en alvorlig knæskade.
Hassall spillede desuden fem kampe og scorede fire mål for Englands landshold. Hans debuterede i et opgør mod Skotland 14. april 1951, hvor han scorede ét mål.
Efter at have indstillet sin aktive karriere havde Hassall en kort karriere som træner for Malaysias landshold.